# Бобинген
Бобинген (њем. Bobingen) град је у њемачкој савезној држави Баварска. Једно је од 46 општинских средишта округа Аугсбург. Према процјени из 2010. у граду је живјело 16.570 становника. Посједује регионалну шифру (AGS) 9772125.

## Географски и демографски подаци
Бобинген се налази у савезној држави Баварска у округу Аугсбург. Град се налази на надморској висини од 521 метра. Површина општине износи 50,3 km².

## Становништво
У самом граду је, према процјени из 2010. године, живјело 16.570 становника. Просјечна густина становништва износи 330 становника/km².

## Међународна сарадња
| Мјесто | Држава    | Врста сарадње | Од    |
| ------ | --------- | ------------- | ----- |
| Аниш   | Француска | партнерство   | 1969. |
| Извор  |           |               |       |